# 大阪府道251号新家田尻線
大阪府道251号新家田尻線（おおさかふどう251ごう しんげたじりせん）は、大阪府泉南市から泉南郡田尻町に至る一般府道である。

## 概要
泉南市新家から泉南郡田尻町吉見に至る。
起点から南海本線踏切までは片側1車線、それ以降は車線の別のない狭路である。

### 路線データ
- 起点：大阪府泉南市新家（新家交差点、大阪府道30号大阪和泉泉南線交点）
- 終点：大阪府泉南郡田尻町吉見（大阪府道250号鳥取吉見泉佐野線交点）
- 総延長：2.4 km

## 路線状況

### 道路施設

#### 橋梁
- 大正大橋（樫井川、泉佐野市）

## 地理

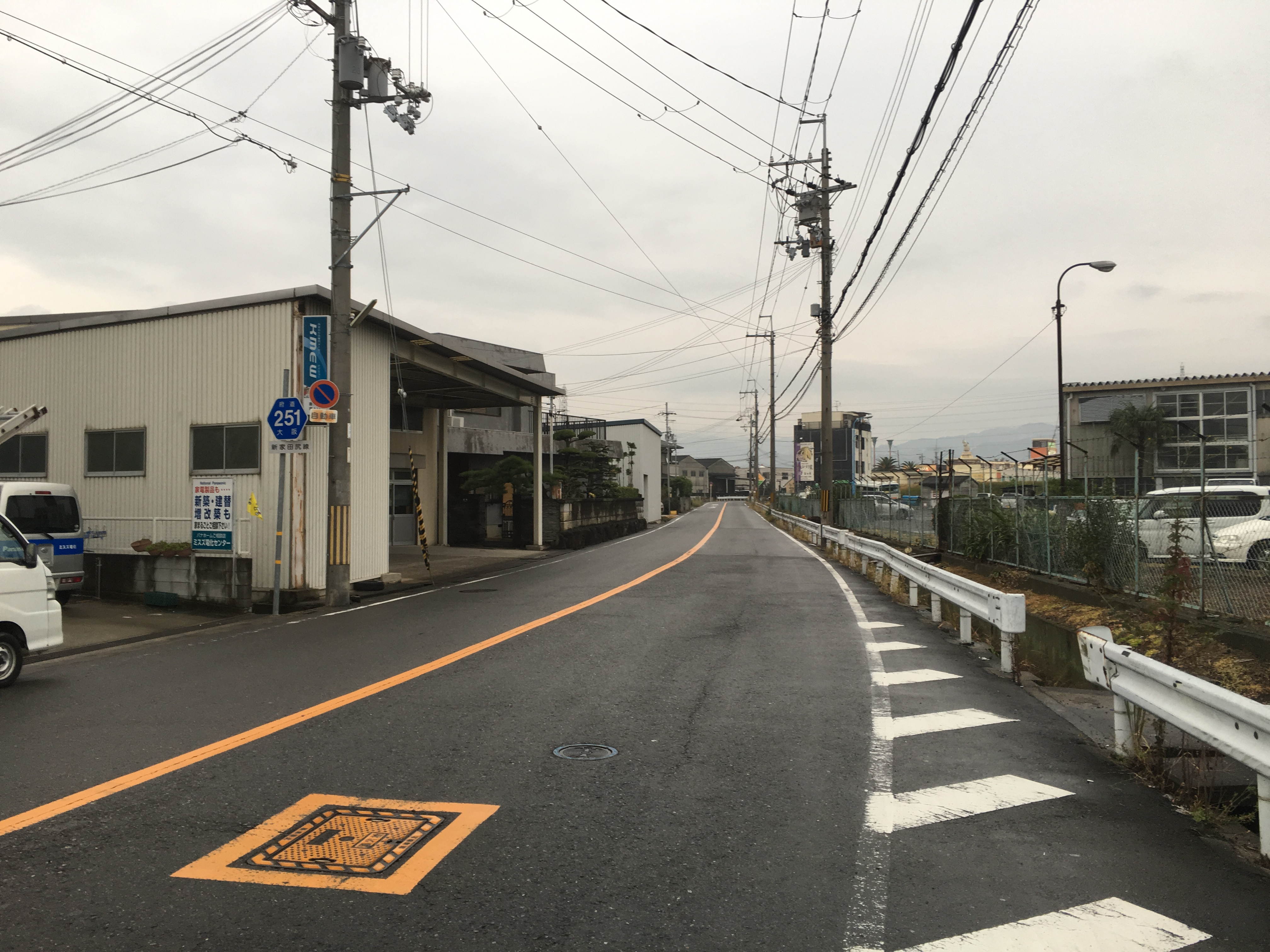
大阪府道251号新家田尻線
大阪府泉南郡田尻町吉見

### 通過する自治体
- 大阪府
  - 泉南市 - 泉佐野市 - 泉南郡田尻町

### 交差する道路
| 交差する道路                                                    | 市町村名 | 市町村名 | 交差する場所       | 交差する場所      |
| --------------------------------------------------------------- | -------- | -------- | ------------------ | ----------------- |
| 大阪府道30号大阪和泉泉南線                                      | 泉南市   | 泉南市   | 新家               | 新家交差点 / 起点 |
| 和歌山県道・大阪府道64号和歌山貝塚線                            | 泉佐野市 | 泉佐野市 | 南中樫井（かしい） | 大正大橋交差点    |
| 国道26号                                                        | 泉佐野市 | 泉佐野市 | 南中樫井           | 樫井交差点        |
| 大阪府道・和歌山県道63号泉佐野岩出線 大阪府道204号堺阪南線 重複 | 泉南郡   | 田尻町   | 吉見               | 吉見交差点        |
| 大阪府道250号鳥取吉見泉佐野線                                   | 泉南郡   | 田尻町   | 吉見               | 終点              |

### 交差する鉄道
- 南海本線

### 沿線
- JR西日本阪和線 新家駅
- 中谷病院
- 南海本線 吉見ノ里駅
- 池田泉州銀行 田尻支店（旧：泉州店『■』）